# Heinz Menzel
Heinz Menzel (* 22. Januar 1926 in Kunzendorf, Landkreis Schweidnitz; † 18. September 2000 in Gelsenkirchen-Hassel) war ein deutscher Gewerkschafter und Politiker (SPD).

## Leben und Beruf
Nach dem Besuch der Volksschule absolvierte Menzel von 1940 bis 1943 eine Ausbildung zum Werkzeugmacher. Anschließend nahm er bis 1945 als Soldat am Zweiten Weltkrieg teil und geriet zuletzt in Gefangenschaft, aus der 1946 entlassen wurde.
Menzel arbeitete von 1946 bis 1960 als Hauer unter Tage. Er bildete sich 1957/58 an der Sozialakademie Dortmund fort, war von 1960 bis 1986 Sekretär der IG Bergbau und Energie und dort seit 1969 Abteilungsleiter in der Hauptverwaltung.

## Abgeordneter
Menzel war von 1974 bis 1976 Ratsmitglied der Stadt Gelsenkirchen. Dem Deutschen Bundestag gehörte er von 1976 bis 1990 an. Im Parlament vertrat er von 1976 bis 1980 den Wahlkreis Gelsenkirchen I und anschließend bis 1990 den Wahlkreis Gelsenkirchen II – Recklinghausen III.

## Ehrungen
- 1986: Bundesverdienstkreuz I. Klasse

| Personendaten    | Personendaten                                     |
| ---------------- | ------------------------------------------------- |
| NAME             | Menzel, Heinz                                     |
| KURZBESCHREIBUNG | deutscher Gewerkschafter und Politiker (SPD), MdB |
| GEBURTSDATUM     | 22. Januar 1926                                   |
| GEBURTSORT       | Kunzendorf, Landkreis Schweidnitz                 |
| STERBEDATUM      | 18. September 2000                                |
| STERBEORT        | Gelsenkirchen-Hassel                              |